# Piping
Piping (engl. Röhrenbildung) ist eine Form der inneren Erosion. Dabei entstehen röhrenartige Kanäle in oder unter eingestauten Dämmen, Deichen oder ähnlichen Bauwerken aus feinkörnigem Erdschüttmaterial (Sand, Schluff, Ton). Das Piping kann zum Versagen, also zum Bruch des Bauwerks führen.

## Vorgang
Durch einen eingestauten Damm oder Deich sickern ständig geringe Mengen Wasser. Wird die Sickerströmung zu stark, können Bodenpartikel mitgerissen werden. Die Erosion beginnt an einer Leckstelle an der Luftseite. Das strömende Wasser spült immer mehr Bodenmaterial aus. Es kommt zur rückschreitenden Erosion und zur Vergrößerung der Röhre. Das abgetragene Material führt luftseitig zu kegelförmigen „Boiling-Zonen“. Erreicht die Röhre die Wasserseite, strömt das Wasser ungehindert durch die Röhre und verstärkt die Erosion in dieser. In der Folge kann dies zum Bruch des Bauwerks führen.

## Beispiele
Beispiele für Staudämme, die durch diese Art der Erosion zerstört oder beschädigt wurden, sind:
- Whinhill-Stausee, Greenock, Schottland, 1835
- Baldwin-Hills-Speicher, Kalifornien, 1963
- Fontenelle Dam, Wyoming, 1965
- Teton-Staudamm, Idaho, 1976
- Big Bay Dam, 2004